# Classe Hai Lung (sous-marin)
La classe Hai Lung (Dragon de mer), également connue sous le nom de classe Chien Lung, est une classe de sous-marins fabriquée aux Pays-Bas pour la République de Chine (Taïwan) et est actuellement en service dans sa marine. Il s’agit d’une version modifiée de la classe Zwaardvis de la marine royale néerlandaise qui est elle-même basée sur la classe Barbel américaine. Une nouvelle classe de sous-marins construits par Taïwan, le « programme de sous-marins de défense indigènes » (Indigenous Defense Submarine ou IDS), les remplacera à terme.

## Historique
La République de Chine (Taïwan) a commandé en septembre 1981 deux sous-marins, chacun basé sur la conception néerlandaise Zwaardvis. Les quilles des deux sous-marins ont été posées par la société Wilton-Fijenoord b.v Schiedam en décembre 1982. Bien que la construction initiale des sous-marins ait été retardée en raison de l’instabilité financière du constructeur, les travaux ont repris en 1983. Les deux sous-marins ont été lancés en 1986, le Hai Lung le 6 octobre et le Hai Hu le 10 décembre. Les essais en mer pour le Hai Lung ont commencé en mars 1987, et le Hai Hu a commencé ses essais en mer en janvier 1988. Les deux navires ont été transportés à Taïwan à bord d’un navire transporteur de colis lourds. Le Hai Hu a été mis en service le 9 octobre 1987 et le Hai Lung a suivi le 9 avril 1988. L’accord pour les sous-marins comprenait également des composants de centrales électriques et des usines de liquéfaction de gaz.
D’autres bateaux de cette classe étaient prévus et, en octobre 1983, le gouvernement néerlandais a entamé des pourparlers avec Taïwan au cours desquels la commande de deux sous-marins supplémentaires a été évoquée. La commande d’une valeur de 800 millions de florins devait être payée à hauteur de 50% par des investissements de Taïwan aux Pays-Bas sous forme de commandes civiles. Cependant, l’accord a échoué après que la Chine continentale ait fait pression sur le gouvernement néerlandais. Une commande de quatre sous-marins supplémentaires a également été refusée par le gouvernement néerlandais en 1992 après que la Chine ait dégradé ses relations diplomatiques avec les Pays-Bas.

## Conception
Les sous-marins de la classe Hai Lung sont basés sur une conception améliorée de la classe Zwaardvis. Cela signifie qu’ils utilisent également la conception de la coque en forme de goutte d’eau de l’US Navy, qui a été utilisée par la classe Barbel de sous-marins conventionnels. La conception a été modifiée pour inclure le placement des machines produisant du bruit sur un faux pont avec suspension à ressorts pour un fonctionnement silencieux. À sa construction, la classe comportait un système de mesures de soutien électronique (ESM) Elbit TIMNEX 4CH (V2).

## Missions
Les sous-marins de la classe Hai Lung visent à fournir à Taïwan la capacité de dissuader les Chinois de tenter un blocus naval et de veiller à ce que ses voies maritimes restent ouvertes, protégeant ainsi le commerce dont dépend l’île. En outre, les deux sous-marins pourraient être utilisés pour bloquer les ports chinois, mais il est peu probable qu’ils soient capables de contrer la flotte sous-marine chinoise.

## Mise à niveau planifiée
En 2005, il a été signalé que les sous-marins de la classe Hai Lung seraient modernisés pour pouvoir lancer le missile antinavire UGM-84 Harpoon. Le département de la Défense des États-Unis a notifié en 2008 au Congrès des États-Unis la vente à Taïwan de 32 missiles UGM-84 Harpoon Block II, ainsi que de deux systèmes de conduite de tir, d’autres équipements et services associés. La livraison des missiles antinavires Harpoon a commencé en 2013 et s’est achevée en 2016. La mise à niveau permet aux sous-marins de classe Hai Lung d’attaquer des cibles depuis la mer, telles que le port de Shanghai, ou les sous-marins nucléaires à la base navale secrète de Yulin sur l’île de Hainan. Les missiles Harpoon ont une portée d’environ 125 kilomètres. Avec ces missiles Harpoon, les sous-marins peuvent maintenant attaquer des cibles à la fois en mer et sur terre.

## Bateaux
| Nom                      | Numéro de coque | Constructeur     | Quille           | Lancé            | Commissionné   |
| ------------------------ | --------------- | ---------------- | ---------------- | ---------------- | -------------- |
| Hai Lung (Dragon de mer) | SS-793          | Wilton-Fijenoord | 15 décembre 1982 | 6 octobre 1986   | 9 octobre 1987 |
| Hai Hu (Tigre de mer)    | SS-794          | Wilton-Fijenoord | décembre 1982    | 10 décembre 1986 | 9 avril 1988   |